# Botetourt bárója
A Botetourt báró (/ˈbɒtətɔːrt/) jelenleg alvó állapotban lévő cím az angol főrendben. 1305. június 19-én jött létre parlamenti meghívólevéllel. 1406-ban alvó állapotba került, majd 1764-ben újra előhívták Norborne Berkeley részére, de az 1770-ben bekövetkezett halálával ismét alvóvá vált. Másodszor 1803-ban hívták elő, ezúttal a Beaufort 5. hercege számára, és egészen a Beaufort 10. hercegének 1984-ben bekövetkezett haláláig a Beaufort hercegi cím mellékcíme volt. Azóta ismét alvó állapotban van.

## Története
John Botetourt, Botetourt 1. bárója
John Botetourt-t (–1324) 1291-ben kinevezték a Gloucestershire-i St Briavels vár kormányzójává, majd 1294 és 1297 között az Északi-tenger admirálisa volt; 1295-ben felégette Cherbourg kikötőjét. Részt vett I. Eduárd hadjárataiban Gascogne és Skócia ellen a skót függetlenségi háborúk idején. 1304-ben vizsgálóbizottság élén eljárást vezetett a bristoli polgárok és a Berkeley család közötti összetűzésben, valamint ő volt a királyi Dean-erdőség őre is. 1305. július 13-án parlamenti meghívóval nemesi rangra emelkedett, így jött létrejött a Botetourt báró cím.
1306-ban a skóciai Kintyre-félszigeten fekvő Dunaverty várát ostromolta, úgy vélték, hogy I. Róbert skót király ott keresett menedéket. 1307-ben Nithsdale ellen vonult 20 lovag és 50 fegyverhordozó élén, de valószínűleg vereséget szenvedett. 1312-ben részt vett Guy de Beauchamp, Warwick 10. grófja oldalán Piers Gaveston elfogásában, akit Pembroke grófja rosszul őrzött. Bár Gaveston haláláért sokan felelőssé tették, John Botetourt 1313-ban kibékült a királlyal. 1314-ben a suffolki Framlingham várának kormányzója lett, 1315 tavaszán pedig ismét az Északi-tenger admirálisa, flottája Harwichban állomásozott.
1322. március 16-án részt vett a boroughbridge-i csatában II. Eduárd ellen fellázadt Lancaster gróf oldalán. A lázadás leverése után ezer font bírságot róttak ki rá, de még ugyanazon év októberében kegyelmet kapott. 1324. november 25-én hunyt el, utóda unokája, John lett, mivel fia, Thomas Botetourt, őt már nem élte meg.
John Botetourt, Botetourt 2. bárója
John de Botetourt (~1318–1386) apja halálával örökölte a Botetourt bárói címet, majd anyai és apai birtokait is átvette. Részt vett a francia háborúkban, ahol kitüntette magát. Két felesége volt: először Maud de Grey, majd Joyce la Zouche. 1386-os halála után címe alvó állapotba került, míg végül unokája, Joyce, örökölte.
Joyce de Botetourt, Botetourt 3. bárónője
Joyce de Botetourt (–1420) akkor lett bárónővé, amikor egyedüli örökössé vált. Két lánya született, a bárói cím alvó állapotba került, mert több potenciális örököse volt. Joyce húgát Catherina-t Maurice Berkeley vette el, a következő báró az ő tizenegyedik egyeneságú férfi leszármazottja lett. Maurice Berkeley utódainak nincs családi kapcsolata más Berkeley főrenddel.
Norbone Berkeley, 4. Botetourt bárója

A báró címere: Vörös mezőben egy hermelin pólya alakú ék, amelyet tíz ezüst keresztes virág vesz körül.

Norborne Berkeley (1717–1770) brit tory politikus és gyarmati kormányzó volt. A Bristol melletti Stoke Giffordban született, a tekintélyes Berkeley család tagjaként. 1741 és 1763 között Gloucestershire képviselőjeként ült a brit parlamentben. 1764-ben előhívta a hosszú ideje alvó Botetourt bárói címet, amelyet ősei örököltek a XIV. században, így a cím negyedik viselőjévé vált, több mint 350 évvel az első létrehozása után.
1768-ban Virginia gyarmati kormányzójává nevezték ki, ahol rövid ideig, 1770-es haláláig szolgált. Népszerű volt a gyarmati lakosság körében, halála után számos helyet és intézményt neveztek el róla, köztük a Botetourt megye Virginiában, valamint a Lord Botetourt-érmet a William and Mary Egyetemen. A Wren Building alatti kriptában temették el, és szobra ma is az egyetem legismertebb jelképei közé tartozik.

### A bárói cím öröklése
- John de Botetourt (–1324),  1. Botetourt báró
  - Thomas de Botetourt (~1292÷1322)
    - John de Botetourt (~1318–1386),  2. Botetourt báró
      - Joyce de Botetourt (–1420),  3. Botetourt bárónő
      - Catherine de Botetourt (–1347) ∞ Maurice Berkeley
        - ...tizenegy generáció egyenesági férfi leszármazott
          - John Berkeley (1663–1736)
            - Norbone Berkeley (1717–1770),  4. Botetourt báró
            - Elizabeth Berkeley (1719–1799) ∞ Charles Somerset (1709–1756),  Beaufort 4. hercege
              - ...innen Beaufort hercege
                - Henry Somerset (1900–1984),  Beaufort 10. hercege
                - Lady Blanche Somerset (1897–1968) ∞¹ John Eliot,  St Germans 6. grófja ∞² George Francis Valentine Scott Douglas (1898–1930)
                  - Lady Rosemary Eliot (1919–1963)
                    - Davina Nutting (1940–1976) ∞ John Martin Brentnall Cope
                      - Jonathan Edric Cope (1961–1976)
                      - Frederica Samantha Mary Cope (1963–) ¼ Botetourt báróság
                        - Davinia Mary Mauritius Thomas (1999–)

                    - Alexandra Rubens (sz. 1951) ¼ Botetourt báróság
                      - Jesse Alexander Peyronel (1977–)

                  - Lady Cathleen Eliot (1921–1994) ∞ John Seyfried
                    - David Seyfried-Herbert (1952–)  19. Herbert báró (2002), ½ Botetourt báróság

A családfa forrása: Entitree: Norborne Berkeley, 4th Baron Botetourt

## A cím viselői
- John de Botetourt (–1324), 1. Botetourt báró
- John de Botetourt (~1318–1386), 2. Botetourt báró
- Joyce de Botetourt (–1420), 3. Botetourt bárónő

...alvó állapotban 1764. április 13-ig
- Norbone Berkeley (1717–1770), 4. Botetourt báró

...alvó állapotban 1803. június 4-ig
- Henry Somerset (1744–1803), Beaufort 5. hercege, 5. Botetourt báró
- Henry Charles Somerset (1766–1835), Beaufort 6. hercege, 6. Botetourt báró
- Henry Somerset (1792–1853), Beaufort 7. hercege, 7. Botetourt báró
- Henry Charles Fitzroy Somerset (1824–1899), Beaufort 8. hercege, 8. Botetourt báró
- Henry Adelbert Wellington Fitzroy Somerset (1847–1924), Beaufort 9. hercege, 9. Botetourt báró
- Henry Hugh Arthur Somerset (1900–1984), Beaufort 10. hercege, 10. Botetourt báró

...alvó állapotban...

## Fordítások
- Ez a szócikk részben vagy egészben  a   Baron Botetourt című angol Wikipédia-szócikk ezen változatának fordításán alapul.  Az eredeti cikk szerkesztőit annak laptörténete sorolja fel. Ez a jelzés csupán a megfogalmazás eredetét és a szerzői jogokat jelzi, nem szolgál a cikkben szereplő információk forrásmegjelöléseként.
- Ez a szócikk részben vagy egészben  a   Charles Somerset, 1st Earl of Worcester című angol Wikipédia-szócikk ezen változatának fordításán alapul.  Az eredeti cikk szerkesztőit annak laptörténete sorolja fel. Ez a jelzés csupán a megfogalmazás eredetét és a szerzői jogokat jelzi, nem szolgál a cikkben szereplő információk forrásmegjelöléseként.
- Ez a szócikk részben vagy egészben  a   Norborne Berkeley, 4th Baron Botetourt című angol Wikipédia-szócikk ezen változatának fordításán alapul.  Az eredeti cikk szerkesztőit annak laptörténete sorolja fel. Ez a jelzés csupán a megfogalmazás eredetét és a szerzői jogokat jelzi, nem szolgál a cikkben szereplő információk forrásmegjelöléseként.